# نوشر (لاهیجان)
نوشر ، روستایی از توابع بخش رودبنه شهرستان لاهیجان در استان گیلان ایران است.

## نام گذاری
اسم این روستا برگرفته از نو و چر به معنی مسیر جدید برای عبور و مرور است که به تدریج در گذر زمان از نوچر به نوشر تغیر نام داده است.

## جمعیت
این روستا در دهستان شیرجوپشت قرار دارد و براساس سرشماری مرکز آمار ایران در سال ۱۳۸۵، جمعیت آن ۵۵۲ نفر (۱۷۵خانوار) بوده‌است.